# ビゼルト県
ビゼルト県（ビゼルトけん、アラビア語: ولاية بنزرت、英語: Bizerte Governorate） は、チュニジアの県である。チュニジアの北に位置する。人口は524,000人（2004年）、面積は3,685km2。県都はビゼルトである。

## 隣接する県
- アリアナ県
- マヌーバ県
- ベジャ県